# Chodkowo-Kuchny
Chodkowo-Kuchny – wieś sołecka w Polsce położona w województwie mazowieckim, w powiecie makowskim, w gminie Płoniawy-Bramura.
Przez miejscowość przebiega droga wojewódzka nr 544.
W latach 1975–1998 miejscowość administracyjnie należała do województwa ostrołęckiego.
Wierni Kościoła rzymskokatolickiego należą do parafii św. Stanisława w Płoniawach-Bramurze.